# دانيال بورغز
دانيال بورغز هو لاعب كرة قدم برازيلي، ولد في 23 مارس 1993 في ساو جوزيه دوس كامبوس في البرازيل. لعب مع أتلتيكو باراناينسي ونادي بونتي بريتا ونادي فيتوريا.

## وصلات خارجية
- دانيال بورغز على موقع قاعدة بيانات كرة القدم.إي يو (الإنجليزية)
- دانيال بورغز على موقع Soccerway.com (الإنجليزية)